# 卫道 (万历进士)
衛道（？—？），字以承，號孟心，河南開封府陳州项城县軍籍，明朝政治人物。

## 生平
磊落豪旷，不屑俗务，早岁淹蹇，小试不獲高等。时邑名硕马继竹（马斯和，字動之，號继竹，万历三十八年進士）德尊望重，名士尽出其门，欲从游，修弟子礼，马以其狂也，拒之，既而窃睹其文，击节许曰：此逢年技也，立当飞去。果登万历三十一年（1603年）癸卯科河南乡试舉人，聯捷三十二年（1604年）甲辰科进士，工部觀政，三十三年授中書舍人，三十七年分校北闈，是岁马以恩選廷试于京，铨部奇其文，令北雍就试，榜发，而马入彀，适为门下士，时人以是服其器量。三十八年升户部山西司员外，三十九年升本部郎中，四十年升江西廣信府知府，除暴安良，嚴斥請託，一郡頌廉明焉。两被恩纶，秩满，四十二年升两淮运使，四十五年京察，解组归，训六子，两子入庠。与布衣故交相缔欢，诗酒自娱。天启四年復任知事，五年升刑部主事。享年五十有一，无疾而逝。

## 家族
曾祖衛福。祖父衛邦。父衛霄。母樊氏。永感下。娶鄭氏。